# Jean-Jacques Walter
Pour les articles homonymes, voir Walter.
Jean-Jacques Walter (né en 1932), ingénieur de l’École des mines de Paris (promotion entrée en 1953), ancien dirigeant d'une société de recherche et développement, il est l'auteur d'une dizaine d’ouvrages, essentiellement dans les domaines politique, religieux et scientifique.
Il a soutenu une thèse en psychologie clinique en 2011 à l'âge de 79 ans ,et une thèse en philosophie en 2013 à l'âge de 81 ans

## Ouvrages

### Thèses
- 2011 : Étude du psychisme archaïque, sous la dir. de Dominique Cupa (thèse de doctorat en psychologie clinique), Université Paris-Nanterre, 482 p. (SUDOC 159139244) [présentation en ligne]. Cette thèse vise à décrire le développement psychique de l’humanité, dans le temps long, grâce à plusieurs procédés de datations fondés sur les mythes, qui permettent de retrouver la structure psychique prévalant il y a 50, 100, 200 millénaires.
- 2013 : Application de l'analyse de la théorie des codes au texte coranique, sous la dir. de Marie-Thérèse Urvoy (thèse de doctorat en philosophie), Institut catholique de Toulouse, faculté de philosophie, 213 p. (SUDOC 178980498). Applique au Coran les méthodes d'analyse de texte déjà utilisées pour le manuscrit de Voynich afin de vérifier si son homogénéité permet de l'attribuer à un seul auteur en un seul langage[2].

### Autres ouvrages
- 1968 : Dieu au futur : Les invariants de l'évolution, Paris, Éditions de l'Épi, 336 p. (BNF 33220267).
- 1975 : L'Étoile des sables, Paris, Belfond, coll. « Domaine fantastique », 248 p.  (ISBN 2-7144-4507-1).
- 1977 : Psychanalyse des rites : La face cachée de l'histoire des hommes, Paris, Denoël, coll. « Grand format médiations » (no 29), 472 p.  (ISBN 2-282-20256-2) (BNF 34707341).
- 1980 : Planètes pensantes, Paris, Denoël, 214 p.  (ISBN 2-207-22617-4) (BNF 34640555).
- 1982 : Les Machines totalitaires, Paris, Denoël, 256 p.  (ISBN 2-207-22801-0). Analyse les points communs entre le nazisme et le stalinisme en matière de psychologie des foules et de l'individu.
- 1984 : Main basse sur la France, Paris, La Table ronde, coll. « Place publique » (no 7), 252 p.  (ISBN 2-7103-0188-1).
- 2005 : Crépuscule de l'islam, Versailles, Éditions de Paris, 280 p.  (ISBN 2-85162-059-2).
- 2014 : Le Coran révélé par la théorie des codes, Versailles, Éditions de Paris, coll. « Studia arabica » (no 22), 310 p.  (ISBN 978-2-85162-288-4).
- 2017 : Les deux islams : Islam des lumières contre islam radical, de A à Z, les 88 points qui font débat, Paris, SW Télémaque, 247 p.  (ISBN 978-2-7533-0338-6) [présentation en ligne].